# Il capo dei giocattoli
Il capo dei giocattoli è un singolo del cantautore italiano Maurizio Lauzi, pubblicato dall'etichetta discografica Epic nel 1997.
Il brano, interamente composto dallo stesso artista, ha partecipato alla prima serata del Festival di Sanremo 1997 come aspirante all'ammissione nella sezione Campioni, obiettivo che non è stato raggiunto.

## Tracce
1. Il capo dei giocattoli – 4:00
2. Il capo dei giocattoli (Instrumental) – 4:00